# Druhá Španělská republika
Druhá Španělská republika (španělsky Segunda República Española) je označení režimu, který vznikl ve Španělsku poté, co zemi opustil král Alfonso XIII. (14. dubna 1931), a zanikl ve španělské občanské válce.
Ústava druhé republiky byla schválena 9. prosince 1931. Podle ní se Španělsko stalo republikou s jednokomorovým parlamentem se svobodou projevu a spolčování, byly zrušeny výsady šlechty a katolické církve, církvi byl zabaven rozsáhlý majetek, ženy dostaly volební právo a byl zaveden občanský sňatek a rozvod.
Plánovaly se rozsáhlé reformy, přerozdělení zemědělské půdy a další změny, avšak řadu z nich se nikdy nepodařilo naplnit, neboť druhá republika představovala nesourodý a nestabilní útvar, který neexistoval dlouho a nikdy nezískal podmínky pro to, aby normálně fungoval. Země byla hluboce rozštěpena po mnoha liniích, z nichž se později vyprofilovaly oba válčící bloky: „Rudé a Černé Španělsko“. Docházelo k prudkým střídáním ideologických základů země. Levicová, antiklerikální (rudá) vláda na počátku, křesťansko-konzervativní (černá) vláda v letech 1933–1936, která zastavila a zvrátila velkou část reforem, a opět radikálně levicová na konci. Každá vláda musela čelit nepokojům a povstáním organizovaným opozicí.
Vítězství levicové Lidové fronty ve volbách v roce 1936 znamenalo de facto konec druhé republiky. Země se propadla do chaosu, který vláda nedokázala zvládnout. Radikální levicové a antiklerikální frakce dostaly od nové levicové vlády volnou ruku k rabování kostelů a církevního a statkářského majetku a v zemi postupně propuklo násilí, kterého se účastnily prakticky všechny stranické bojůvky, které si navzájem vraždily stoupence, členy i vůdce. Podle oficiálních zdrojů bylo v tomto období „rostoucího napětí“ v rámci politicky motivovaného násilí 330 lidí zavražděno a 1511 zraněno, došlo ke 113 generálním stávkám a zničení 160 náboženských staveb.
Výsledkem bylo, že nakonec proti oficiální vládě povstala armáda, k níž se připojili monarchisté a též většina španělských nacionalistů, konzervativců a křesťanů, zatímco na straně vlády (a v podstatě tedy i druhé republiky) stanuli socialisté, komunisté, anarchisté a baskičtí a katalánští nacionalisté.
V následné oboustranně neobyčejně krutě vedené občanské válce byla tzv. republikánská strana poražena. Poslední republikánské jednotky kapitulovaly 1. dubna 1939, což lze považovat za definitivní zánik posledních zbytků druhé republiky. Nahradila ji Francova diktatura.